# Giuseppe Caron

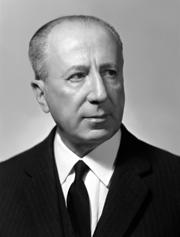
Giuseppe Caron (1963)

Giuseppe Caron (* 24. Februar 1904 in Treviso; † 3. März 1998 ebenda) war ein italienischer Europapolitiker und Vizepräsident der EWG-Kommission.

## Leben
Nach seiner wissenschaftlichen Ausbildung zum Chemiker leitete Caron mehrere Unternehmen der italienischen Pharmaindustrie. Ab 1952 war er Vizepräsident der italienischen Handelskammer. Zudem hatte er zahlreiche Lobbyisten-Funktionen inne.
Im Zweiten Weltkrieg engagierte sich Caron im Widerstand gegen die deutsche Besatzung. Als Vertreter der Democrazia Cristiana gehörte er zum Komitee für die nationale Befreiung in der Provinz Treviso.
Politisch wurde er zunächst als Unterstaatssekretär für die Zivilluftfahrt. Bei den Wahlen zum italienischen Senat 1948, 1953 und 1958 gewann Caron jeweils ein Mandat. In der Europapolitik wurde er als italienischer Delegierter beim Europarat und als Mitglied des Europäischen Parlaments aktiv.
Im Dezember 1959 wurde Caron als Nachfolger seines Landsmannes Piero Malvestiti in die EWG-Kommission unter Walter Hallstein berufen. Neben der Funktion als Vizepräsident mit Schwerpunkt auf der Presse- und Informationspolitik der EWG war Caron in erster Linie für den inneren Markt zwischen den EWG-Ländern und des Weiteren für Wirtschaft und Finanzen, Verkehr und Außenbeziehungen zuständig. Bereits 1963 ließ sich Caron wieder in den italienischen Senat wählen und schied aus der Kommission aus.

## Auszeichnungen
- 1982: Großes Goldenes Ehrenzeichen mit dem Stern für Verdienste um die Republik Österreich[1]